# محمدحسین کریمی
محمدحسین کریمی (زاده ۱۳۲۷ – درگذشته ۱۳۵۷ سقز کردستان) از مؤسسین و اولین رهبران حزب کومله در کردستان بود که ۲۶ بهمن، روز کشته شدن او، بعنوان روز کومله نامگذاری شده‌است.

## زندگی‌نامه
محمدحسین کریمی در شهر سقز در خانواده ای کارگری و به لحاظ مالی متوسط به دنیا آمد. تحصیلات خود را تا دیپلم در همین شهر به اتمام رساند و برای ادامه تحصیل در رشته مهندسی کشاورزی راهی دانشکده کشاورزی دانشگاه تهران در کرج شد. در ضمن تحصیل با تعدادی از دانشجویان کرد ازجمله فؤاد مصطفی سلطانی که با هم همفکر بودند نسبت به تأسیس یک حزب سیاسی به توافق رسید. این حزب در سالهای بعد حزب کومله کردستان ایران نام گرفت. قبل از این او اتحادیه کشاورزان را با توجه به اینکه رابطه خوبی با شیوخ و خانواده‌های آیینی منطقه داشت، تأسیس کرد. بعدها شیخ عزالدین حسینی رهبری این اتحادیه را بر عهده گرفت

## فعالیت‌های سیاسی
کریمی بعد از فارغ‌التحصیل شدن مدتی در شهرهای مختلف مشغول به کار شد. سپس به مدت چند سال در روستاهای کردستان و به‌طور مخفیانه و با نام مستعار استاد صالح مشغول به فعالیت سیاسی بود.
در این اثنا با فعالان سیاسی در مناطق مختلف کردستان جهت گسترش حزب خود در ارتباط بود و با همفکران خود امورات حزب کومله را به‌طور مخفیانه اداره می‌نمودند.
در روز سیزده بهمن ۱۳۵۷ برادرش محمد رئوف کریمی در راهپیمایی شهر تهران کشته شد و این سبب شد که برای مدتی به شهر سقز برگردد.
در روز ۱۹ بهمن سال ۵۷ و در سالروز واقعه سیاهکل محمد حسین کریمی در محل مدرسه سعدی سقز و در جمع مردم سخنرانی نمود و دربارهٔ اوضاع سیاسی اجتماعی ایران و کردستان سخنرانی نمود.
با گسترش راهپیمایی‌های انقلاب ایران به شهرهای مختلف کشور، در شهر سقز مردم با حضور در خیابان‌ها تلاش در به کنترل گرفتن مراکز نظامی مانند شهربانی و ژاندارمری نمودند. با آتش گرفتن شهربانی مرکزی سقز، محمد حسین کریمی جهت کنترل اوضاع و جلوگیری از گسترش آتش‌سوزی وارد محوطه شهربانی شده که مورد اصابت گلوله قرار گرفت. پس از این واقعه به بیمارستان منتقل شد و پس از دو روز، در ۲۶ بهمن ۱۳۵۷ درگذشت. پیکر او در گورستان واقع در انتهای خیابان شهدای سقز به خاک سپرده شد.
با مرگ محمد حسین کریمی، حزب کومله کردستان ایران که تا آن زمان به مدت نه سال مخفیانه فعالیت می‌نمود فعالیت‌های خود را علنی نموده و روز مرگ کریمی ۲۶ بهمن را روز کومله نام نهاد.
در سالهای بعد از انقلاب ایران، حزب کومله دچار انشعاب شد و هم‌اکنون دارای سه انشعاب با نام‌های کومله زحمتکشان کردستان، حزب کومله کردستان ایران و کومله سازمان کردستان حزب کمونیست ایران می‌باشد.